# Aspidium pseudolonchitis
Aspidium pseudolonchitis là một loài dương xỉ trong họ Tectariaceae. Loài này được Dumort mô tả khoa học đầu tiên.
Danh pháp khoa học của loài này chưa được làm sáng tỏ. 